# Fort Rinella
Le Fort Rinella est un fort d'époque victorienne de forme pentagonale situé à Kalkara sur l'île de Malte. Il abrite l'un des plus gros canons au monde. Juste à côté, se situe le studio de cinéma Malta Film Studios.

## Histoire
Le fort Rinella est construit en 1878 par les Britanniques en même temps que fort Cambridge, situé sur la péninsule de Sliema. Tous deux ont pour vocation à protéger Grand Harbour et plus largement la suprématie britannique en Méditerranée contre l'influence croissante de la marine italienne. Pour ce faire, les deux forts reçoivent chacun un canon de 100 tonnes conçu par William George Armstrong. Prouesse technologique de l'époque, ce canon de 17,72 pouces (45 cm) de calibre, chargé par la bouche, est capable de percer un blindage de 21 pouces (65 cm) à 8 miles (12,8 km). Long de 35 pieds (11 m) et lourd de 100 tonnes, il ne peut pas être manœuvré à la main, mais nécessite un système de chargement hydraulique.
Installé en 1884, le canon devient rapidement obsolète avec l'avènement des canons chargés par la culasse. Il est déclassé en 1906 et le fort est reconverti en station de positionnement pour le fort Ricasoli voisin. Désaffecté à partir des années 1930, il est rendu par l'Amirauté au gouvernement de Malte en 1965. Resté à l'abandon pendant de nombreuses années, le fort est confié à Fondazzjoni Wirt Artna-Malta Heritage Trust qui le restaure et l'ouvre au public. Le fort abrite aujourd'hui un musée et accueille également des reconstitutions historiques.